# Santo Adrião de Vizela
Santo Adrião de Vizela ist eine Gemeinde im Norden Portugals.
Santo Adrião de Vizela gehört zum Kreis und zur Stadt Vizela im Distrikt Braga, besitzt eine Fläche von 3,0 km² und hat 2264 Einwohner (Stand 19. April 2021).